# Чемпионат России по самбо 2024
Чемпионат России по самбо 2024 года прошёл в городе Брянске с 4 по 6 марта во дворце единоборств имени Артёма Осипенко. В командном зачёте победила сборная города Москвы.

## Медальный зачет
| Место           | Страна                | Золото | Серебро | Бронза | Всего |
| --------------- | --------------------- | ------ | ------- | ------ | ----- |
| 1               | Москва                | 5      | 4       | 5      | 14    |
| 2               | Свердловская область  | 3      | 5       | 8      | 16    |
| 3               | Нижегородская область | 3      | 3       | 1      | 7     |
| 4               | Санкт-Петербург       | 2      | 3       | 1      | 6     |
| 5               | Чувашия               | 2      | 0       | 1      | 3     |
| 6               | Дагестан              | 1      | 1       | 2      | 4     |
| 7               | Московская область    | 1      | 0       | 2      | 3     |
| 7               | Тульская область      | 1      | 0       | 2      | 3     |
| 9               | Владимирская область  | 1      | 0       | 1      | 2     |
| 9               | Красноярский край     | 1      | 0       | 1      | 2     |
| 11              | Камчатский край       | 1      | 0       | 0      | 1     |
| 11              | Костромская область   | 1      | 0       | 0      | 1     |
| 13              | Татарстан             | 0      | 2       | 0      | 2     |
| 14              | Краснодарский край    | 0      | 1       | 4      | 5     |
| 15              | Новосибирская область | 0      | 1       | 3      | 4     |
| 16              | Бурятия               | 0      | 1       | 2      | 3     |
| 17              | Пензенская область    | 0      | 1       | 1      | 2     |
| 18              | Белгородская область  | 0      | 0       | 3      | 3     |
| 19              | Челябинская область   | 0      | 0       | 2      | 2     |
| 20              | Адыгея                | 0      | 0       | 1      | 1     |
| 20              | Амурская область      | 0      | 0       | 1      | 1     |
| 20              | Брянская область      | 0      | 0       | 1      | 1     |
| 20              | Липецкая область      | 0      | 0       | 1      | 1     |
| 20              | Омская область        | 0      | 0       | 1      | 1     |
| 20              | Республика Алтай      | 0      | 0       | 1      | 1     |
| Всего стран: 25 | Всего стран: 25       | 22     | 22      | 45     | 89    |

## Медалисты

### Мужчины
| Весовая категория | Золото                                  | Серебро                                  | Бронза                                                                   |
| ----------------- | --------------------------------------- | ---------------------------------------- | ------------------------------------------------------------------------ |
| до 53 кг          | Эдуард Мурашкин · Тульская область      | Андрей Кубарьков · Нижегородская область | Тимур Тугуз · Адыгея Денис Шишкин · Тульская область                     |
| до 58 кг          | Саян Хертек · Москва                    | Никита Петухов · Москва                  | Эдуард Мурадян · Краснодарский край Харун Тлишев · Краснодарский край    |
| до 64 кг          | Александр Фёдоров · Чувашия             | Алексей Зайцев · Москва                  | Мгер Аджемян · Амурская область Владимир Мнацаканян · Краснодарский край |
| до 71 кг          | Шамиль Тюряев · Москва                  | Рамед Гукев · Свердловская область       | Иван Агафонов · Липецкая область Али Турсунов · Свердловская область     |
| до 79 кг          | Денис Калинин · Москва                  | Илья Затылкин · Пензенская область       | Хожиакбар Саидов · Москва Али Куржев · Свердловская область              |
| до 88 кг          | Сергей Рябов · Москва                   | Антон Суровцев · Москва                  | Сергей Кирюхин · Санкт-Петербург Давид Оганисян · Краснодарский край     |
| до 98 кг          | Антон Коновалов · Владимирская область  | Денис Баканов · Москва                   | Далер Михалёв · Москва Сергей Кузнецов · Свердловская область            |
| свыше 98 кг       | Степан Солдатенков · Московская область | Роман Желтов · Свердловская область      | Алексей Мерзликин · Пензенская область Артём Осипенко · Брянская область |

### Женщины
| Весовая категория | Золото                                  | Серебро                                    | Бронза                                                                      |
| ----------------- | --------------------------------------- | ------------------------------------------ | --------------------------------------------------------------------------- |
| до 50 кг          | Татьяна Фёдорова · Чувашия              | Юлия Молчанова · Нижегородская область     | Оксана Кобелева · Свердловская область Софья Емелюкова · Чувашия            |
| до 54 кг          | Вера Лоткова · Свердловская область     | Анастасия Луканина · Свердловская область  | Диана Писковец · Москва Эльмира Кахраманова · Московская область            |
| до 59 кг          | Татьяна Шуянова · Нижегородская область | Алёна Алёхина · Свердловская область       | Екатерина Цыберт · Свердловская область Яна Джумаева · Свердловская область |
| до 65 кг          | Екатерина Дорошенко · Санкт-Петербург   | Анастасия Гончарова · Краснодарский край   | Дарья Бараненкова · Москва Анна Щербакова · Бурятия                         |
| до 72 кг          | Олеся Посылкина · Свердловская область  | Ксения Задворнова · Татарстан              | Таисия Киреева · Челябинская область Дарья Казанцева · Омская область       |
| до 80 кг          | Дарья Речкалова · Свердловская область  | Алёна Прокопенко · Санкт-Петербург         | Дина Гизатулина · Челябинская область Елена Алленова · Тульская область     |
| свыше 80 кг       | Ольга Артошина · Красноярский край      | Альбина Чоломбитько · Свердловская область | Олеся Ткаченко · Свердловская область Ольга Михеева · Свердловская область  |

### Боевое самбо
| Весовая категория | Золото                                     | Серебро                                 | Бронза                                                                        |
| ----------------- | ------------------------------------------ | --------------------------------------- | ----------------------------------------------------------------------------- |
| до 58 кг          | Мухтар Гамзаев · Дагестан                  | Ай-Херел Хертек · Новосибирская область | Алдар Намсараев · Бурятия Шоваа Чолдак-Оол · Новосибирская область            |
| до 64 кг          | Шейх-Мансур Хабибулаев · Камчатский край   | Александр Донцов · Санкт-Петербург      | Сергей Калкин · Республика Алтай Анатолий Лизнев · Новосибирская область      |
| до 71 кг          | Ролан Зиннатов · Нижегородская область     | Константин Подойницын · Бурятия         | Тумер Ондар · Красноярский край Дмитрий Нилов · Новосибирская область         |
| до 79 кг          | Ованес Абгарян · Костромская область       | Иван Ложкин · Нижегородская область     | Владимир Сергеев · Белгородская область Владимир Токов · Белгородская область |
| до 88 кг          | Абусупьян Алиханов · Нижегородская область | Саид Саидов · Дагестан                  | Евгений Болотских · Белгородская область Магомед Магомедов · Москва           |
| до 98 кг          | Дмитрий Елисеев · Санкт-Петербург          | Магомед Гасанов · Татарстан             | Артур Чичков · Московская область Мурад Джигараев · Дагестан                  |
| свыше 98 кг       | Михаил Кашурников · Москва                 | Денис Гольцов · Санкт-Петербург         | Гасан Хархачаев · Дагестан Магомед Тучалов · Нижегородская область            |